# 短苞百蕊草
短苞百蕊草（学名：Thesium brevibracteatum），为檀香科百蕊草属下的一个植物种。